# Grasset costaner
El grasset costaner (Anthus petrosus) és una espècie d'ocell de la família dels motacíl·lids (Motacillidae) que habita costes rocoses de les Fèroe, Illes Britàniques, nord-oest de França, Escandinàvia i nord-oest de Rússia.

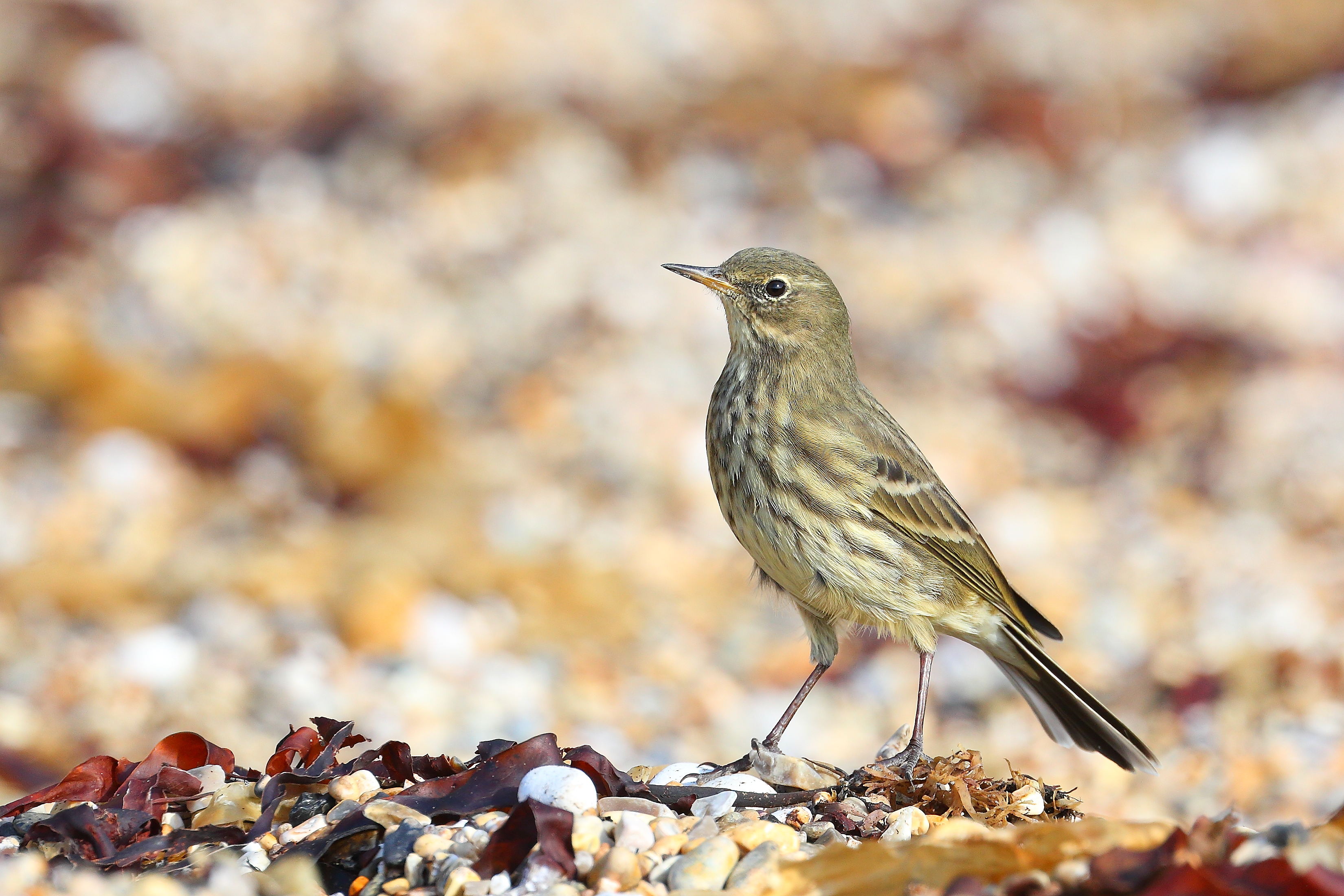
Anthus petrosus
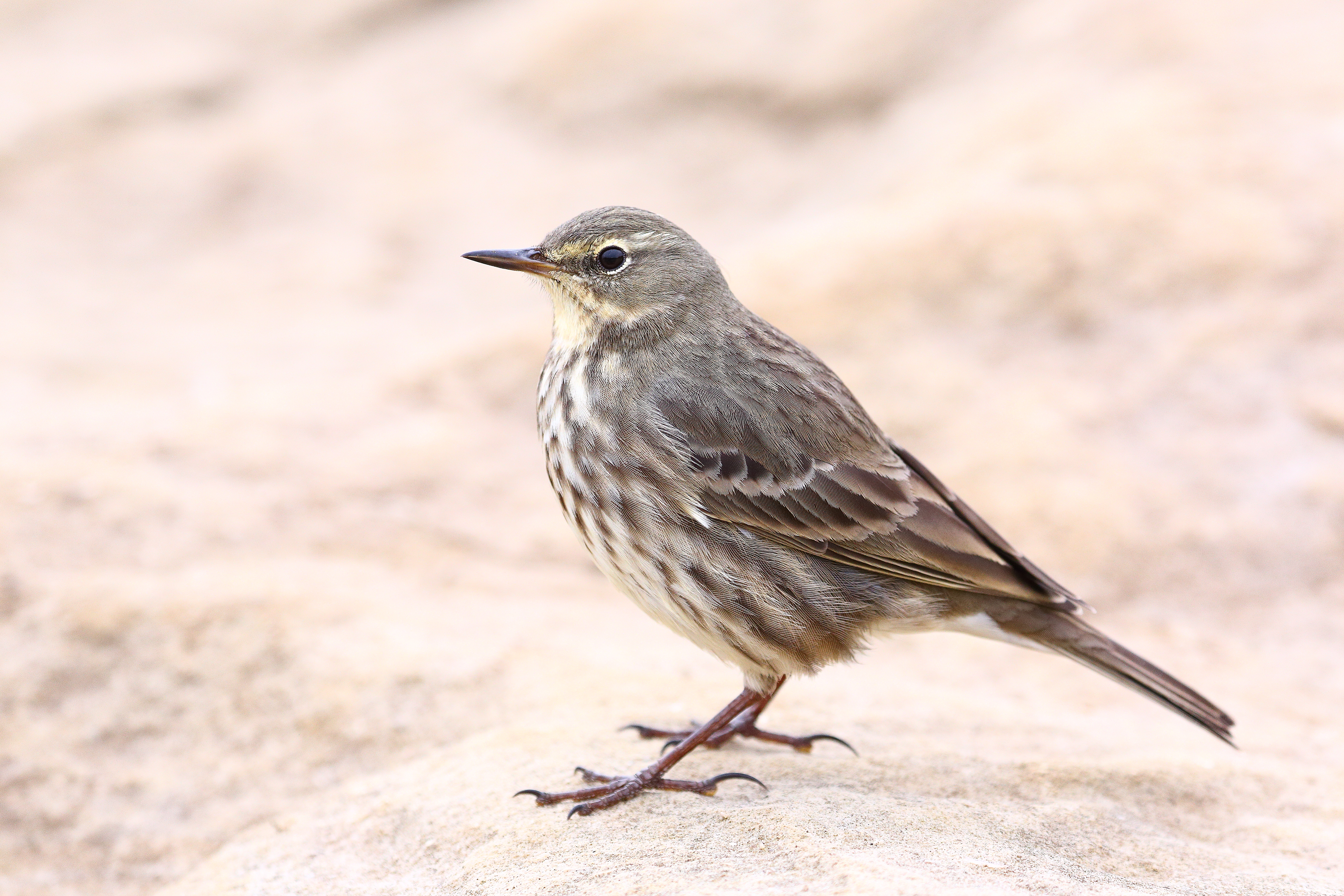
Anthus petrosus